# Алексеево (Шекснинский район)
Алексеево — деревня в Шекснинском районе Вологодской области.
Входит в состав сельского поселения Ершовского, с точки зрения административно-территориального деления — в Ершовский сельсовет.
Расстояние по автодороге до районного центра Шексны — 27,3 км, до центра муниципального образования Ершово — 2,3 км. Ближайшие населённые пункты — Никольское, Ершово, Горка, Поддубье, Потанино, Тирково.
По переписи 2002 года население — 10 человек.